# Нуйома, Сэм
Сэ́мюэль Дэниел Шафиишуна Нуйо́ма (англ. Samuel Daniel Shafiishuna Nujoma, чаще Сэм Нуйома, англ. Sam Nujoma; 12 мая 1929, Онганджера, Юго-Западная Африка — 8 февраля 2025, Виндхук, Намибия) — намибийский политик, первый президент Намибии с 21 марта 1990 до 21 марта 2005 года, председатель партии СВАПО с 1960 до 2007 года.

## Биография
Из племени овамбо. Родился 12 мая 1929 года на севере страны в крестьянской семье, в деревне Энтуда. Был первым ребёнком из одиннадцати Даниэла Утони Нуйома и Хелви Мпигангана Кондомболо. Отец его был батраком. О ранних годах будущий президент вспоминал так: «Всё моё детство прошло в заботах о скоте, который содержала наша семья — о коровах, козах и овцах. Я занимался физическим трудом с 1949 по 1957 год». В 1948 году окончил финскую миссионерскую начальную школу Окахао, в Уолфиш Бей изучил у англиканцев английский язык, в 1954 году — среднюю школу в Виндхуке. В 1949—1959 годах будущий лидер страны работал в намибийском отделении южно-африканских железных дорог, затем в системе торговых и других учреждений столицы. О том периоде вспоминал так: «Служил мальчишкой на побегушках — посыльным. Разносил папки, бумаги по кабинетам. Квалифицированную работу африканцам не поручали. Железная дорога находилась в ведении Южной Африки и расовая дискриминация ощущалось особенно сильно. Мне приходилось убирать помещения, подметать, мыть полы, выносить мусор для корзин. И всё-таки это были счастливые годы для меня. Я учил английский язык и закончил „стандарт7“, что позволило мне поступить в заочный трансафриканский колледж в Южной Африке». 6 мая 1956 года С. Нуйома женился на девушке из народа гереро Ковамбо Теополине Качимуне, у них родилось четверо детей — три сына и дочь. Со второй половины 1950-х годов активно участвовал в революционном движении.
В 1958 году был одним из инициаторов создания Народной организации Овамболенда. В 1960 году стал одним из основателей партии СВАПО, выступавшей за независимость Намибии от Южно-Африканского Союза и переход власти в руки чернокожего большинства. В 1959 году организовал акции протеста против переселения африканцев из Старого предместья Виндхука в резервацию «Каттуру». На митинге 2 декабря Нуйома заявил представителями власти: «Что же вы сами не переселяйтесь в Южною Африку, после того как продемонстрировали, что не можете управлять нами? Переселяйтесь и дайте нам самим управлять собой». Толпа на стадионе стала скандировать «Буры убирайтесь к себе в Какамас» (одно из захолустий в Капской провинции). Они намекали на один из главных принципов апартеида согласно которому африканцы должны были проживать в так называемых «национальных отечествах» — хоумлендах или бантустанах. 10 декабря Нуйома был арестован в числе 14 активистов «Катутурского бойкота» и вместе с другими лидерами овамбо и гереро выслан из Виндхука. С 1961 года — в эмиграции. В 1966 году возглавил партизанское сопротивление, где принял имя Шафиишуна, то есть молния. С 1971 года — верховный главнокомандующий Народно-освободительной армии Намибии.
Сэм Нуйома жил 10 лет в Танзании, 9 лет в Замбии и 10 в Анголе как беженец. Встречался с африканскими лидерами Гамалем Абделем Насером, Кваме Нкрумой, Францем Фаноном, Патрисом Лумумбой. Неоднократно бывал в СССР, присутствовал на XXVII съезде КПСС, выступал на радиостанции «Маяк». Трое его сыновей учились в Советском Союзе военному делу. СВАПО поддерживал тесные связи с ГДР, Монголией, а также с социалистическими странами, декларировавшими свою независимость от Советского Союза: Югославией, Румынией, КНР, КНДР, Кубой, как и со шведскими и норвежскими социал-демократами, некоторыми организациями США. В западных источниках встречается утверждение о близких отношениях УНИТА и СВАПО в этот период. Есть легенда, что Жонаш Савимби подарил Сэму Нуйоме его первый пистолет. Сам намибийский лидер это отрицал.
После проведения свободных выборов под контролем ООН в 1989 году и предоставления Намибии независимости единогласно избран первым президентом страны и приведён к присяге Генеральным секретарём ООН Хавьером Пересом де Куэльяром 21 марта 1990 года. Поставил основными целями президентства борьбу с засухой при международной поддержке и передачу земель белых фермеров чернокожим. Высказался в поддержку аграрной реформы Роберта Мугабе в Зимбабве. Подвергался критике со стороны правозащитников за репрессии против сепаратистов Каприви. Наладил экономические связи с такими странами как США, Швеция, Норвегия, Финляндия, Германия, Франция. В то же время поддерживал связи с режимами, считающимися на Западе изгоями: Куба, Ливия, Иран, Северная Корея, а также с Китаем. Признал Республику Македония под её официальным названием. Урегулировал отношения с ЮАР, решив проблему принадлежности порта Уолфиш-Бей, одновременно обострились отношения с Ботсваной из-за наплыва намибийских беженцев. Намибия выступала против действий НАТО в Косово, поддерживала Лорана Кабилу во время гражданской войны в ДРК. Это, а также пограничные споры в районе реки Оранжевая вновь обострило отношения с ЮАР в 1998—1999 годах. Нуйома подписал соглашения с российской компанией «АЛРОСА» о совместной разведке и добыче алмазов (апрель 1998 год), намибийский филиал фирмы «Де Бирс» утратила монополию на добычу алмазов. В 1999—2000 годах парламентом приняты «Закон об алмазах» и поправки к «Закону о разведке и добыче минералов», облегчившие доступ иностранных инвестиций в алмазодобывающую отрасль и усилившие государственный контроль над добычей алмазов. Нуйома был всенародно переизбран в 1994 году на второй срок, а в 1999 году изменил конституцию для того, чтобы в виде исключения баллотироваться и на третий срок. В 2001 году выпустил автобиографию «Где другие дрогнули: автобиография Сэма Нуджомы — моя жизнь в СВАПО и моё участие в освободительной борьбе Намибии» (Nujoma S. «Where Other Wavered. The Autobiography of Sam Nujoma. London: Panf Books, 2001»), рассказывающую о жизни автора от детства до президентства, и содержащую выпады против М. С. Горбачёва и Марти Ахтисаари. По книге Нуйомы в США поставлен фильм.

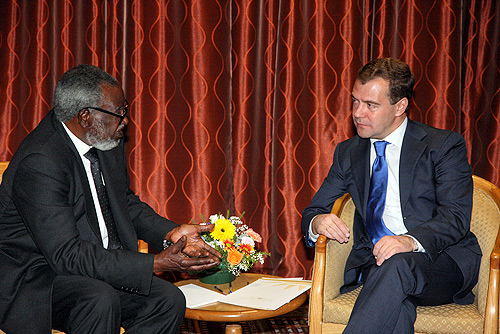
Сэм Нуйома с президентом России Дмитрием Медведевым. Виндхук, 2009 год

В 2004 году он поддержал на президентских выборах кандидатуру своего однопартийца, вице-президента СВАПО Хификепуньи Похамбы, который и стал новым президентом, а в 2007 году — и председателем СВАПО. В феврале 2010 года Нуйома приезжал в Москву на торжества по случаю 50-летнего юбилея Российского университета дружбы народов. Его принял в Кремле президент Дмитрий Медведев, который встречался с ним во время своего визита в Намибию в июле 2009 года. На митинге памяти Фиделя Кастро заявил, что идеи кубинского лидера актуальны для Намибии. Сэм Нуйома является одним из персонажей романа Александра Проханова «Выбор оружия», он упоминается в стихотворении Михаила Веллера «Дума про опера Саню». Портрет Нуйомы написал заслуженный художник России Пётр Ёлкин.
Его сын Утони Нуйома в марте 2010 года стал министром иностранных дел Намибии.

### Смерть
Нуйома умер 8 февраля 2025 года в больнице в Виндхуке, где он находился последние три недели из-за болезни. Ему было 95 лет. Правительство Намибии объявило национальный траур в связи с его смертью, который начался 9 февраля. Африканский национальный конгресс в Южной Африке также приспустил флаги своих партий в знак траура по Нуйоме, в то время как на Кубе был объявлен трёхдневный национальный траур по Нуйоме.

## Высказывания
Мы не можем примириться ни с одним белым правительством, неважно либеральным или экстремистским. Нас также не интересует эта мультирасовая чепуха. Мы намерены смести с лица земли все следы белой цивилизации. Нам не нужны ни реформы, ни бантустаны, ни улучшение условий коренного населения. Всё что мы хотим — это полной независимости. Правление чёрных — или ничего!— Сэм Нуйома, президент СВАПО, на выступлении в Танзании, 1970 год

Человек родился свободным, поэтому он не должен сначала стать образованным, для того чтобы требовать себе свободу и самоопределение.— Из выступления на сессии Генеральной Ассамблеи ООН в 1960 году

## Награды
- Орден Доброй Надежды (ЮАР);
- Орден Вельвичия (Намибия);
- Большая цепь ордена Свободы (Португалия);
- Орден «Хосе Марти» (1991, Куба);
- Большой крест ордена Заслуг (Конго);
- Компаньон ордена Звезды Ганы (Гана);
- Орден Компаньонов Оливера Тамбо (ЮАР);
- Орден Золотого сердца (Кения);
- Орден Государственного флага 1 степени (КНДР);
- Большая лента ордена Славы (Тунис);
- Орден Франсиско Миранды 1 класса (Венесуэла);
- Орден Дружбы (Вьетнам);
- Международная Ленинская премия «За укрепление мира между народами» (1973, СССР).